# Adrienne Cazeilles
Adrienne Cazeilles   (Cameles, 1923 - Tuïr, 18 de desembre de 2021) fou una mestra d'escola, botànica afeccionada i escriptora rossellonesa en francès.

## Biografia
Després d'obtenir el títol de mestra a l'Escola Normal de Perpinyà, exercí a Porta i Querol entre els anys 1942 i 1946; i posteriorment ho va ser de Tuïr (on s'instal·là el 1959 i hi restà molt vinculada). Des dels setanta es dedicà especialment a l'estudi i a la divulgació de l'ecologia nord-catalana, tema al qual dedicà Quand on avait tant de racines (1977, reedicions 1979, 2003 2007 i 2011), un llibre al·ludint al terrible incendi del 1976 a la comarca dels Aspres, pàtria de l'autora. Altres contribucions literàries seves foren sobre les qüestions frontereres i la condició femenina a la Catalunya del Nord, i publicà a les publicacions periòdiques L'Indépendant i Truc. El 1973 fou (co)protagonista d'un programa de televisió que tingué força ressò: Quatre femmes en Roussillon emès a Antenne 2 l'1 d'abril. Vivia al Mas del Pull de Cameles, i era consellera municipal d'aquest poble el 1979.
Nascuda a pagès, fou molt crítica amb els atemptats a la correcta gestió del paisatge. Condemnà públicament la introducció d'espècies vegetals no autòctones, la desertificació de les terres per la incúria ambiental, l'abús en l'aprofitament dels recursos hídrics; i entre altres campanyes, col·laborà en la que es feu contra el Golf de Marcèvol. El 2012 rebé el "Prix Vendémiaire 2012" pel llibre Voyage autour de mon jardin, en el decurs de l'acte de celebració del 10è aniversari dels "Vendanges Littéraires de Rivesaltes".

## Selecció d'obres
- Alors, la paix viendra, Marcèvol: Éditions du Chiendent, 1984 ISBN 2859990259
- Détruire dit-elle, Marcèvol; Éditions du Chiendent, 1987[7]
- Quand on avait tant de racines Perpignan: Trabucaire, 2011 ISBN 9782849741405 (1a edició: Marcèvol: Éditions du Chiendent, 1977) ISBN 2859990011
- Voyage autour de mon jardin Perpignan: Trabucaire, 2011 ISBN 9782849741375
- Institutrice à Carol pendant la guerre (1942-1946): Records de l'Aravó, 2010[8]
- Articles diversos a Les Cahiers des Amis du Vieil Ile: Balade des Aspres nº 92, 1985,[9] La cuisinière nº 114, 1992,[10] S'anomenava Pere nº 118, 1992,[11] De cabres i de ginestes nº 120, 1993,[12] Trop beau pour être vrai nº 129,[13] Hora nova o hora vella nº 136, 1997.[14]